# Castillo de Gärsnäs
El Castillo de Gärsnäs (en sueco: Gärsnäs slott) es un castillo en el municipio de Simrishamn, Escania, en el sur de Suecia.
El castillo es mencionado en el siglo XIV, y originalmente era una fortaleza rodeada por un foso, posesión de la familia Drefelt. El actual castillo fue construido por el terrateniente Falk Lykke, quien lo adquirió de la familia Drefelt en 1630. En 1658, fue adquirido por Heinrich Rantzau. Fue comprado por el barón sueco Jöran Adlersteen en 1702 y heredado conjuntamente por sus tres hijas, una de las cuales era Christina Beata Dagström, en 1713. El castillo todavía es una propiedad privada.